# جانکارلو باگتی
جانکارلو باگتی (ایتالیایی: Giancarlo Baghetti؛ زادهٔ ۲۵ دسامبر ۱۹۳۴ در میلان، لمباردی، درگذشتهٔ ۲۷ نوامبر ۱۹۹۵ در میلان، لمباری) رانندهٔ مسابقات اتومبیل‌رانی فرمول یک اهل ایتالیا بود که از فصل ۱۹۶۱ تا ۱۹۶۷ در مجموع در ۲۱ گراند پری شرکت کرد.
باگتی در طول دوران فعالیت خود در فرمول یک در ۱ مسابقه موفق شد سریع‌ترین زمان طی یک دور پیست را به نام خود ثبت کند. او در این مسابقات یک بار بر روی سکو رفت، مجموعاً یک بار به پیروزی دست یافت، و ۱۴ امتیاز را به نام خود به‌ثبت رساند.
باگتی در ۲۷ نوامبر ۱۹۹۵ بر اثر ابتلا به سرطان در میلان، لُمباردی درگذشت.